# Team Eurosped 2018-2019
Questa voce raccoglie le informazioni riguardanti il Team Eurosped nelle competizioni ufficiali della stagione 2018-2019.

## Organigramma societario
Area direttiva
- Presidente: Marcel Jansink

Area organizzativa
- Team manager: Renate Buter

Area tecnica
- Allenatore: Jan Berendsen
- Assistente allenatore: Jeffrey Scharbaai
- Scoutman: Sharon Olsman

Area sanitaria
- Fisioterapista: Yvonne Kuiper, Marlon Voortman

## Rosa
| N° | Nome              | Ruolo | Data di nascita   | Nazionalità sportiva |
| -- | ----------------- | ----- | ----------------- | -------------------- |
| 1  | Susanne Kos       | L     | 5 gennaio 2000    | Paesi Bassi          |
| 2  | Charlotte Haar    | P     | 12 maggio 1999    | Paesi Bassi          |
| 3  | Judith Kamphuis   | S     | 15 febbraio 1993  | Paesi Bassi          |
| 4  | Eline Gommans     | C     | 2 luglio 1994     | Paesi Bassi          |
| 5  | Kirsten Wessels   | S     | 4 agosto 1998     | Paesi Bassi          |
| 6  | Dagmar Boom       | S     | 1º maggio 2000    | Paesi Bassi          |
| 7  | Daphne Knijff     | S     | 22 maggio 1996    | Paesi Bassi          |
| 8  | Vera Mulder       | O     | 14 settembre 2000 | Paesi Bassi          |
| 9  | Eline Timmerman   | C     | 30 dicembre 1998  | Paesi Bassi          |
| 10 | Laura de Zwart    | C     | 19 marzo 1999     | Paesi Bassi          |
| 11 | Celine Keijsers   | O     | 27 dicembre 1994  | Paesi Bassi          |
| 12 | Rochelle Wopereis | P     | 28 settembre 1994 | Paesi Bassi          |